# Смольцов, Иван Васильевич
Ива́н Васи́льевич Смольцо́в (24 августа (5 сентября) 1892, Москва — 8 апреля 1968, там же) — артист балета, педагог, балетмейстер. Заслуженный деятель искусств РСФСР (1951).

## Биография
Брат артиста балета В. В. Смольцова. Закончив Московское театральное училище, где его педагогом был Н. П. Домашёв, с 1910 по 1953 работал в Большом театре. Был одним из основных исполнителей классических партий:
- Зигфрид — в балете П. И. Чайковского «Лебединое озеро»
- Дезире — в балете П. И. Чайковского «Спящая красавица»
- Колен — в балете П.Гертеля «Тщетная предосторожность»
- Конрад — в балете А.Адана «Корсар»
- Франц — в балете Л.Делиба «Коппелия»

Исполнял также характерные партии:
- Индусский танцовщик — в балете Л.Минкуса «Баядерка»,
- Молодой раб — в балете Ц.Пуни «Конёк-Горбунок»;
- 21 декабря 1924 — Арлекин — в балете композитора Р. Е. Дриго «Миллионы Арлекина», балетмейстер В. А. Рябцев
- 7 мая 1924 — Балетная сюита на музыку Р. Шумана «Карнавал», балетмейстер В. А. Рябцев.

С успехом исполнял и пантомимные роли:
- 7 февраля 1926 — Квазимодо — в балете композитора Ц. Пуни «Эсмеральда», балетмейстер В. Д. Тихомиров по Ж. Перро и М.Петипа
- 14 июня 1927 — Ли Шанфу в балете композитора Р. М. Глиэра «Красный мак», балетмейстеры Л. А. Лащилин и В. Д. Тихомиров, режиссёр-консультант А. Д. Дикий.

Преподавал в студии «Драмбалет». Начиная с 1920 Смольцов преподавал в Московском хореографическом училище, где его учениками были: И. А. Моисеев, М. М. Габович, A. M. Meccepep, вёл тренировочные классы.
В сезоне 1936—1937 годов работал заведующим балетной труппой в Свердловском оперном театре.
С 1937 года работал в Большом театре балетмейстером-репетитором.
Проявил себя и как балетмейстер. В 1939 году совместно с В. В. Кудрявцевой поставил в театре «Остров танца» балет А. Адана «Жизель». В 1940 возобновил в Большом театре балет Л. Ф. Минкуса «Баядерка» в хореографии Горского и Тихомирова. В 1941-45 восстанавливал спектакли на сцене филиала Большого театра. Особенно отмечается возобновление балета на муз. Ф. Шопена «Шопениана» по хореографии М. М. Фокина (18 января 1942).
Похоронен на Введенском кладбище (12 уч.).